# Condado de Bartholomew
El condado de Bartholomew (en inglés: Bartholomew County), fundado en 1821, es uno de 92 condados del estado estadounidense de Indiana. En el año 2008, el condado tenía una población de 71 435 habitantes y una densidad poblacional de 68 personas por km². La sede del condado es Columbus. El condado recibe su nombre en honor a Joseph Bartholomew.

## Geografía
Según la Oficina del Censo, el condado tiene un área total de 1059 km², de la cual 1052 km² es tierra y 1702 km² (0.62%) es agua.

### Condados adyacentes
- Condado de Shelby (noreste)
- Condado de Decatur (este)
- Condado de Jennings (sureste)
- Condado de Jackson (sur)
- Condado de Brown (oeste)
- Condado de Johnson (noroeste)

## Demografía
Según la Oficina del Censo en 2000, los ingresos medios por hogar en el condado eran de $44 184, y los ingresos medios por familia eran $52 097. Los hombres tenían unos ingresos medios de $38 350 frente a los $24 652 para las mujeres. La renta per cápita para el condado era de $21 536. Alrededor del 7.3% de la población estaban por debajo del umbral de pobreza.

## Transporte

### Autopistas principales
- Interestatal 65
- U.S. Route 31
- Carretera Estatal de Indiana 7
- Carretera Estatal de Indiana 9
- Carretera Estatal de Indiana 11
- Carretera Estatal de Indiana 46
- Carretera Estatal de Indiana 58

### Ferrocarriles
- Louisville and Indiana Railroad

## Municipalidades

### Ciudades y pueblos
| - Clifford - Columbus - Edinburgh - Elizabethtown | - Hartsville - Hope - Jonesville - Taylorsville |

### Áreas no incorporadas
| - Azalia - Burnsville - Corn Brook - Garden City - Grammer - Lowell - Mount Healthy | - Newbern - North Ogilville - Northcliff - Nortonburg - Ogilville - Old Saint Louis - Petersville | - Rosstown - Rugby - Saint Louis Crossing - Stony Lonesome - Walesboro - Waymansville - Waynesville |

Extintos
- Kansas
- South Bethany

### Municipios
El condado de Bartholomew está dividido en 12 municipios:
| - Clay - Clifty - Columbus - Flat Rock | - German - Harrison - Haw Creek - Jackson | - Ohio - Rock Creek - Sand Creek - Wayne |